# Begonia brevipedunculata
Begonia brevipedunculata là một loài thực vật có hoa trong họ Thu hải đường. Loài này được Y.M.Shui mô tả khoa học đầu tiên năm 2006.